# Georgina Rylance
Pour les articles homonymes, voir Rylance.
Georgina Rylance, née le 20 avril 1976 à Londres, Angleterre, est une actrice anglaise.

## Biographie
Elle est née et a grandi dans le quartier de Ladbroke Grove. Elle a étudié à l'Oxford Brookes University.

## Filmographie
- 2001 : Armadillo : Anabel
- 2002 : As If : Anna
- 2002 : Man and Boy : Lysa
- 2002 : Manchild : Camilla
- 2002 : Dinotopia : Marion
- 2002 : The Deputy : Ella Grappy
- 2005 : Hercule Poirot saison 10 épisode 1, Le Train bleu (téléfilm) : Katherine Grey
- 2005 : The Government Inspector : Rachel Kelly
- 2005 : Puritan : Ann Bridges

## Liens
- Ressource relative à l'audiovisuel :   - IMDb
- Notices d'autorité :   - VIAF
  - ISNI
  - LCCN
  - WorldCat